# Commissaire du Territoire antarctique britannique
Le commissaire du Territoire antarctique britannique (en anglais : Commissioner for the British Antarctic Territory) est le représentant du monarque britannique dans le territoire antarctique britannique.
Le commissaire ne réside pas sur le territoire, car il n'y a pas de résidents permanents britanniques sur le territoire, hormis des équipes de chercheurs situées principalement sur l'archipel des îles Shetland du Sud. Il est basé à Londres au Bureau des Affaires étrangères et du Commonwealth
Depuis 1998, le Commissaire du BAT est également commissaire du Territoire britannique de l'océan Indien.

## Histoire
Le territoire a fait administrativement partie des îles Malouines jusqu'en 1962. Il est passé sous administration directe du Bureau des Affaires étrangères et du Commonwealth le 3 mars 1962 et fait maintenant partie des territoires d'outre-mer (Overseas Territories) du Royaume-Uni.

## Liste des gouverneurs
| Début | Fin         | Nom                                | Remarque                                                          |
| ----- | ----------- | ---------------------------------- | ----------------------------------------------------------------- |
| 1962  | 1964        | Edwin Porter Arrowsmith            | Haut-commissaire et également gouverneur des Malouines            |
| 1964  | 1970        | Cosmo Dugal Patrick Thomas Haskard | Haut-commissaire et également gouverneur des Malouines            |
| 1971  | 1975        | Ernest Gordon Lewis                | Haut-commissaire et également gouverneur des Malouines            |
| 1975  | 1977        | Neville Arthur Irwin French        | Haut-commissaire et également gouverneur des Malouines            |
| 1977  | 1980        | James Roland Walter Parker         | Haut-commissaire et également gouverneur des Malouines            |
| 1980  | 1985        | Rex Hunt                           | Haut-commissaire et également gouverneur des Malouines            |
| 1985  | 1988        | Gordon Wesley Jewkes               | Haut-commissaire et également gouverneur des Malouines            |
| 1988  | 1990        | William Fullerton                  | Haut-commissaire et également gouverneur des Malouines            |
| 1990  | 1992        | Merrick Stuart Baker-Bates         |                                                                   |
| 1992  | 1995        | P. Newton                          |                                                                   |
| 1995  | 1997        | Anthony Longrigg                   |                                                                   |
| 1998  | 2001        | John White                         | également commissaire du Territoire britannique de l'océan Indien |
| 2001  | 2004        | Alan Huckle                        | également commissaire du Territoire britannique de l'océan Indien |
| 2004  | 2006        | Anthony Crombie                    | également commissaire du Territoire britannique de l'océan Indien |
| 2006  | 2008        | Leigh Turner                       | également commissaire du Territoire britannique de l'océan Indien |
| 2008  | 2012        | Colin Roberts                      | également commissaire du Territoire britannique de l'océan Indien |
| 2012  | 2016        | Peter Hayes                        | également commissaire du Territoire britannique de l'océan Indien |
| 2016  | 2017        | John Kittmer                       | également commissaire du Territoire britannique de l'océan Indien |
| 2017  | 2021        | Ben Merrick                        | également commissaire du Territoire britannique de l'océan Indien |
| 2021  | en fonction | Paul Candler                       | également commissaire du Territoire britannique de l'océan Indien |